# Bão Winnie (1997)
Bão Winnie, còn được biết đến ở Philippines với tên gọi là Ibiang là siêu bão cuồng phong thứ tư của mùa bão năm 1997. Hình thành từ một vùng áp thấp lớn ở gần khu vực quần đảo Marshall, bão đã đổ bộ lên Trung Quốc đại lục vào ngày 18 tháng 8, gây thiệt hại nghiêm trọng ước tính là $3,2 tỷ (Thời giá 1997).

## Lịch sử khí tượng

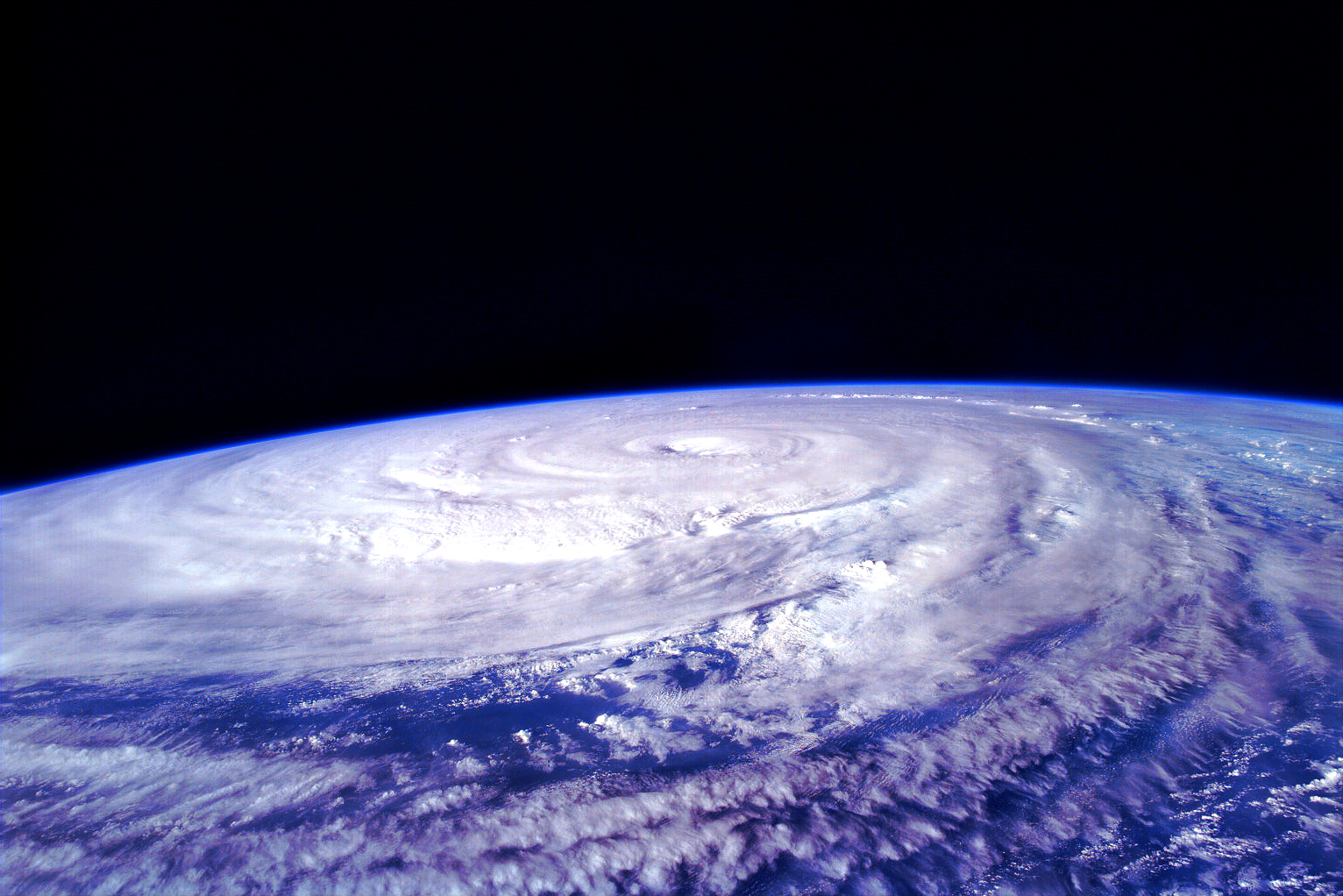
Ảnh chụp toàn cảnh cơn bão ngày 13 tháng 8 năm 1997 của các phi hành đoàn từ vệ tinh STS-85, vùng mây bão lúc này đã mở rộng ra đến gần 2,800 km.

Vào ngày 5 tháng 8, một áp thấp nhiệt đới đã hình thành trên khu vực gần quần đảo Marshall. Hệ thống di chuyển về phía Tây Bắc và mạnh dần lên thành bão nhiệt đới trong ngày mùng 9. Cơn bão ngày một mạnh lên nhanh chóng khi điều kiện trở nên thuận lợi hơn, và Winnie đã đạt cường độ bão cuồng phong vào ngày mùng 10. Hai ngày sau, Winnie trở thành siêu bão thứ tư của mùa bão với vận tốc gió tối đa là 257,5 km/h (160 mph). Sau đó, mắt bão trở nên lớn hơn và méo mó, không rõ ràng, với thành mắt bão phía ngoài có đường kính lên tới 370 km, bán kính của cơn bão mở rộng ra lên tới 1575 km (977 dặm). Vào ngày 18, bão Winnie lúc này đã suy giảm chỉ còn là bão cấp 1 di chuyển qua khu vực cách phía Bắc Đài Loan và đổ bộ vào bờ biển phía Đông Trung Quốc. Cơn bão tiếp tục suy yếu và tan trong ngày 19. Tàn dư của Winnie di chuyển theo hướng Đông Bắc, đem đến mưa lớn và gây thiệt hại dọc theo một số vùng của Trung Quốc, trước khi tan hoàn toàn ở vùng Viễn đông Nga ngày 23 tháng 8.

## Ảnh hưởng
Cơn bão khiến 372 người thiệt mạng, gây thiệt hại vật chất lên tới 3,2 tỷ đô. Ít nhất 1 triệu người phải sơ tán nhà cửa do ảnh hưởng của bão.

### Philippines
Kết hợp với gió mùa theo mùa, mưa lũ do bão Winnie đã giết chết ít nhất 17 người ở miền bắc Philippines vào ngày 18 tháng 8. Tổng cộng có 810.105 người bị ảnh hưởng bởi cơn bão ở nước này, trong đó 53.654 đã được sơ tán. Tổng cộng 204 ngôi nhà đã bị phá hủy và 5,885 ngôi nhà khác bị hư hại. Thiệt hại sơ bộ được ước tính là 60.188 triệu peso (2,2 triệu đô la Mỹ).
Khắp quần đảo Ryukyu và Kyūshū, Winnie đã gây ra mưa rất to, đạt đỉnh 450 mm (18 in) ở Mikado, Miyazaki.

### Đài Loan
Trên khắp Đài Loan, bão Winnie trút lượng mưa khổng lồ, tại một số khu vực được ghi nhận là hơn 710 mm (28 in) mưa trong khoảng 13 giờ. Ít nhất 46 người đã thiệt mạng vì cơn bão trên khắp hòn đảo, 20 người trong số họ bị nghiền nát bởi một tòa nhà chung cư bị khóa và sụp đổ sau sườn đồi. Chín người khác bị mắc kẹt bên dưới đống đổ nát. Gần Đài Bắc, sáu người đã thiệt mạng trong vụ lở đất, trong đó có hai trẻ em. Thêm ba người chết đuối giữa vùng nước lũ gần thành phố; một người khác chết sau khi bị thổi bay khỏi mái nhà trong khi cố gắng trú bão trong nhà; và 6 người  chết vì những nguyên nhân không rõ. Lũ lụt ở ngoại ô Đài Bắc khiến toàn bộ tầng trệt của các tòa nhà ngập trong nước. Những cơn sóng lớn do bão tạo ra cũng làm xói mòn đường cao tốc ven biển dọc theo bờ biển phía đông. Ngoài ra, ước tính 68.000 nhân khẩu bị mất điện ở phía bắc Đài Loan. Nhìn chung, thiệt hại từ Winnie được ước tính là $10 triệu trên toàn đảo.

### Trung Quốc
Tại Trung Quốc, bão Winnie được coi là một trong những cơn bão mạnh nhất đổ bộ trong hơn một thập kỷ. Ít nhất 310 người được xác nhận đã thiệt mạng và thiệt hại do bão gây ra là $3,2 tỷ (1997 USD). Ngoài ra, hơn 3.000 người đã bị thương do bão.

## Kỷ lục
Bão Winnie có thể là xoáy thuận nhiệt đới lớn nhất từ trước đến nay với đường kính toàn bộ cơn bão vào ngày 15 tháng 8 mở rộng lên tới 3,150 km (1960 dặm), lớn gấp 1,5 lần đường kính kỷ lục của siêu bão Tip trước đó là 2,220 km (1,380 dặm). Đây cũng là cơn bão có mắt bão lớn nhất, ngang với bão Carmen năm 1960, với đường kính mắt lên tới 370 km.